# Space Siege
Space Siege — компьютерная игра в жанре Action - RPG, разработанная студией Gas Powered Games и изданная компанией SEGA.

## Сюжет
10 июня 2202 года планета Земля разрушена инопланетными захватчиками расы керак. Только нескольким кораблям с беженцами удалось прорваться сквозь вражеский заслон. Межзвездный колониальный корабль «Армстронг» оказался среди них, но к нему прикрепилась десантная капсула пришельцев.
Игрок выступает в качестве инженера-робототехника Сета Уолкера, который должен спасти корабль от инопланетян.

## Геймплей
Целью игрока является уничтожение пришельцев и выполнение сюжетных заданий от игровых персонажей.
Персонаж может развивать свои умения по двум различным ветвям развития. Очки для их изучения получаются по мере выполнения квестов.
У игрока есть напарник — военный робот HR-V, также называемый Харви. Он помогает главному герою в схватках с инопланетными противниками.
Одной из особенностей игры является выбор будущего персонажа. Если игрок выберет путь замены своих органов на кибернетические имплантаты, отношение персонажей к нему резко поменяется, но повысятся боевые параметры и снизится сложность прохождения.

## Персонажи
- Сет Уолкер — главный герой игры, по совместительству инженер-робототехник
- Джина Рейнольдс — офицер связи
- Джек Хендерсон — друг и сослуживец
- доктор Эдвард Десото — хирург-кибернетик
- Фрэнк Мерфи — механик.

## Рецензии
| Сводный рейтинг    | Сводный рейтинг |
| Агрегатор          | Оценка          |
| ------------------ | --------------- |
| GameRankings       | 58,11 %         |
| Metacritic         | 60 %            |
| Иноязычные издания |                 |
| Издание            | Оценка          |
| 1UP.com            | C               |
| ActionTrip         | 5,8/10          |
| Eurogamer          | 5/10            |
| Game Informer      | 6/10            |
| GameSpot           | 5/10            |
| GameSpy            | 2,3/5           |
| IGN                | 6,4/10          |

Игра получила смешанный приём у игровых критиков.
Крупнейший российский портал игр Absolute Games поставил игре 40%. Обозреватель отметил оригинальность задумки с имплантатами, но раскритиковал её исполнение, а также низкую сложность игры и её интересность. Вердикт: «Space Siege настолько примитивна, что её не хочется причислять к action/RPG. Подручные Криса Тейлора смастерили некое подобие Alien Shooter 2, но без драйва, нашествия тварей и малейших намеков на кровь.».
Журнал «Игромания» поставил игре 7 баллов из 10-ти, сделав следующее заключение: «Перед нами наследник Siege-игр, совершенно непохожий на своих прародителей, но принявший от них несколько досадных изъянов.».